# Källesjö, Västergötland
Källesjö är en sjö i Uddevalla kommun och Vänersborgs kommun i Västergötland och ingår i Bäveåns huvudavrinningsområde. Sjön är 3 meter djup, har en yta på 0,45 kvadratkilometer och är belägen 73,2 meter över havet. Sjön avvattnas av vattendraget Bäveån (Risån).

## Delavrinningsområde
Källesjö ingår i det delavrinningsområde (647461-128359) som SMHI kallar för Ovan Gundleboån. Medelhöjden är 90 meter över havet och ytan är 35,97 kvadratkilometer. Räknas de 2 avrinningsområdena uppströms in blir den ackumulerade arean 107,84 kvadratkilometer. Avrinningsområdets utflöde Bäveån (Risån) mynnar i havet. Avrinningsområdet består mestadels av skog (56 procent), öppen mark (14 procent) och jordbruk (21 procent). Avrinningsområdet har 0,9 kvadratkilometer vattenytor vilket ger det en sjöprocent på 2,5 procent.